# Paratanytarsus inopertus
Paratanytarsus inopertus är en tvåvingeart som först beskrevs av Walker 1856.  Paratanytarsus inopertus ingår i släktet Paratanytarsus och familjen fjädermyggor. Arten är reproducerande i Sverige. Inga underarter finns listade i Catalogue of Life.